# 클리트 보이어
클레티스 리로이 "클리트" 보이어(Cletis Leroy "Clete" Boyer, 1937년 2월 9일 ~ 2007년 6월 4일)는 미국의 프로 야구 선수로 메이저 리그 베이스볼에서 캔자스시티 애슬레틱스 (1955 ~ 57), 뉴욕 양키스 (1959 ~ 66)와 애틀랜타 브레이브스 (1967 ~ 71)를 위하여 때때로 유격수와 2루수로 활약한 3루수였다.  보이어는 또한 일본 프로 야구의 다이요 웨일스와 함께 4개의 시즌을 보내기도 하였다.  자신의 16년간 빅리그 경력에서 보이어는 1725개의 활약한 경기에서 654개의 타점과 .242의 타구 평균과 함께 162개의 홈런을 쳤다.

## 어린 시절
미주리주 캐스빌에서 14명의 자녀 중 하나로서 태어나 앨바에서 자라왔다.  그의 2명의 형들도 또한 메이저 리그에 도달하면서 가족에서 7명의 아들은 전부 프로 야구를 하였으며 클로이드는 1950년대 초반에 세인트루이스 카디널스를 위하여 투수였고, 켄은 카디널스를 위하여 올스타 3루수가 되었다.

## 초기 경력
보이어는 자신이 아직도 고등학교에 있었던 동안 원래 뉴욕 양키스에 의하여 발견되었다.  그러나 양키스가 보이어를 찾아 발견하는 것에 대비하여 이미 2명의 다른 대단한 "보너스 룰" (프랭크 리자와 토미 캐롤)을 계약했기 때문에 보너스 룰들이 자신들의 첫 2개의 프로 시즌을 위하여 메이저 리그 로스터에 있어야 했던 규칙들로 그를 계약할 수 없었던 것을 결정하였다.  보이어가 가능성 있는 스타 선수가 될것 같은 것을 알던 양키스의 총지배인 조지 와이스는 그의 계약의 이적 혹은 판매에 의하여 그를 결국적으로 획득하는 최종의 목적과 함께 보이어를 계약하는 데 양키스와 친구다운 관계를 가졌던 캔자스시티 애슬레틱스의 총지배인 파크 캐롤에게 연락하였다.  1955년 보이어는 18세의 나이에 만능의 내야수로서 메이저 리그로 돌파하여 들어갔다.  아무 마이너 리그 경험 없이 그는 1955년부터 1957년까지 캔자스시티 애슬레틱스를 위하여 총 124개의 경기를 활약하였다.
1957년 6월 4일 애슬레틱스는 시즌의 시작으로 대입하여 만들어진 거래를 완료하는 데 보이어를 양키스로 이적시켰다.  2월 19일 애슬레틱스는 7명의 선수들, 가장 두드러지게 어브 노렌과 빌리 헌터를 위하여 투수들 보비 섄츠와 아트 디트마를 포함한 5명의 선수들을 거래해야 했다.  이적은 또한 이후에 임명될 3명의 선수들을 연루시켰으며, 2명은 양키스로 그리고 1명은 애슬레틱스로 갔다.  임명될 선수들 중의 하나는 보이어였고, 그를 양키스의 선수로 만드는 와이스의 원래 목적을 이행하였다.

## 양키스 선수 시절

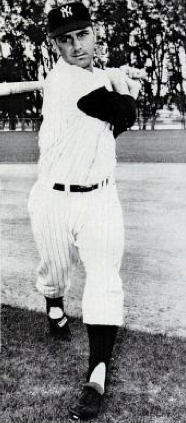
1962년의 보이어

양키스에 입단 한 후, 보이어는 자신이 1959년 후순에 소집되었을 때까지 그들의 제2군 리그 합동 운영제에서 3개의 시즌의 더 나은 일부를 보냈다.  그는 1960년 양키스의 정규적 3루수가 되어 출발 직읍을 위하여 길 맥더걸드를 포함한 다른 3명의 선수들을 번트하여 1루에 나아갔다.  그는 양키스가 페넌트를 우승하면서 24개의 홈런과 46개의 타점과 함께 .242 점을 타구하였다.  하지만 그는 피츠버그 파이리츠를 상대로 월드 시리즈의 첫 경기에서 겸손한 순간을 가졌다.  2명의 주자들이 본루에 있고, 양키스가 두번째 이닝에서 3 대 1로 추적하면서 케이시 스텡걸 감독은 보이어의 안타에 결코 자신이 없어 우익수 로베르토 클레멘테에게 비구를 쳐서 아웃이 된 대타자 데일 롱과 그를 대체하였다.  양키스는 이닝에서 득점하지 않아 6 대 4로 패하여 최후적으로 9번째 이닝의 말기에 빌 매저로스키의 랠프 테리에 끝내기 홈런에 7번째 경기에서 시리즈를 패하였다.  보이어는 6번째 경기까지 다시는 시리즈에 활약하지 않았다.
시리즈 후에 양키스는 스텡걸을 해고시켰다.  랠프 후크가 감독으로서 그를 대체하였고, 스텡걸이 자신감이 없던 보이어에 자신감을 가졌다.  후크는 보이어의 방어적 용맹에 특별한 것을 보았으며 그에게 매일 활약하는 기회를 주었다.
월드 시리즈에서 신시내티 레즈를 꺾은 미키 맨틀, 로저 매리스, 엘스턴 하워드, 요기 베라와 무스 스코우런과 함께 1961년의 팀은 강타자 맨틀과 매리스가 베이브 루스의 1927년 60개의 홈런 기록을 따라잡고 (맨틀은 결국적으로 162개의 경기 시즌의 최종의 날에 기록을 깼다) 투수 화이티 포드가 25개의 경기를 우승하고 4개를 패하면서 여태까지 최고로서 많은이들에 의하여 숙고되었다.  보이어는 정규 시즌 동안 .224 점 만을 타구하였으나 유격수에서 토니 쿠벡과 2루수에 보비 리처드슨의 더블 플레이 듀오를 또한 나타낸 내야수에서 자신의 방어와 함께 그것을 위하여 이상이었다.  그 월드 시리즈의 첫 경기에서 보이어는 2명의 눈부신 활약들 - 자신이 백핸드로 공을 잡고 자신의 무릎으로부터 던진 것에 두번째 이닝에서 진 프리스의 땅볼과 자신의 딕 거넷의 좌측으로 뛰어 들거가 또한 자신의 무릎으로부터 던진 거넷의 땅볼을 만들면서 자신의 방어를 발휘하였다.
보이어의 공격적인 수들은 1962년에 향상되었으며 .272의 타구 평균, 18개의 홈런과 68개의 타점에 경력 최고 기록들을 가졌다.  그는 또한 1937년 세인트루이스 브라운스의 해럴드 클리프트에 의하여 세워진 405의 3루 기록의 9개의 보살 안으로 오기도 하였다.  다시 한번 양키스는 월드 시리즈를 우승하여 이번에는 샌프란시스코 자이언츠를 상대로 7개의 경기에서였다.  시리즈의 첫 경기에서 보이어의 출발 선수 빌리 오델에 7번째 이닝 홈런은 2 대 2를 깨고 양키스에게 선을 이끌었으며, 그들은 화이티 포드의 월드 시리즈 10 승 기록의 마지막으로 올 6 대 2의 경기를 우승하였다.  시리즈는 주자들이 2루와 3루에 있으면서 보비 리처드슨이 윌리 맥코비의 직구를 잡으면서 끝났다.  양쪽에서 겨우 몇 피트였다면 리처드슨은 그것을 잡지 못했을 것이고 자이언츠가 2개의 득점을 매겨 시리즈를 우승했을 것이다.  1963년 보이어는 영키스가 또다른 페넌트를 우승하면서 12개의 홈런과 53개의 타점과 함께 .251 점을 타구하였지만 그들은 로스앤젤레스 다저스에 의하여 휩쓸어졌으며, 월드 시리즈에서 양키스 팀에게 이것이 처음으로 이루어졌던 시간이었다.  다저스의 최우수 선수 샌디 쿠팩스는 첫번째와 4번째 경기를 우승하여 오픈 경기에서 15명의 타자들을 스트라이크아웃 시킨 시리즈 기록을 세웠다.  보이어는 쿠팩스를 상대로 스트라이크아웃 되지 않은 단 한명의 양키스의 정규 선수였다.
양키스의 감독 (1961 ~ 63)으로서 랠프 후크의 첫 3개의 시즌의 각각 동안 보이어는 척살, 보살과 병살에서 아메리칸 리그의 전 3루수들을 이끌어 라이벌 브룩스 로빈슨을 앞서 끝냈다.
1963년 시즌 후에 후크는 총지배인으로 승진되었고, 요기 베라가 감독으로 그를 대체하였다.  일찍이 1964년 팀은 베라, 특히 시즌에 .218 점을 타구한 보이어 아래 쇠퇴하였다.  베라의 감독직이 향상되면서 팀은 그것과 함께 향상하여 시카고 화이트삭스에 한 경기와 3위를 한 볼티모어 오리올스에 2개의 경기에 의하여 5연속 페넌트를 우승하였다.  클리트가 자신의 형 켄을 상대로 활약하면서 양키스는 월드 시리즈에서 세인트루이스 카디널스를 향하였다.  월드 시리즈 경기에서 켄과 클리트가 상대 팀들에 홈런을 치는 데 첫 형제가 되기 전이 아니었던 7개의 경기에서 양키스는 패하였다.  그 7번째 경기의 7번째 이닝에서 켄은 양키스의 투수 스티브 해밀턴에 홈런을 쳐서 클리트와 함께 목례를 교환하였다.  클리트는 카디널스의 최우수 선수 밥 깁슨에 홈런을 친 후 9번째 인닝에서 호의를 베풀었다.
1964년 시리즈 후에 후크는 형식적이 아니게 베라를 해고시켰고, 양키스에 월드 시리즈 승리로 카디널스를 감독한 조니 킨과 그를 대체하였다.  1965년의 봄 훈련에서 보이어는 남성 모델 제롬 모젤루스키와 포트로더데일 술집에서 싸움에 연루되었다.  시즌 동안 그는 경력 동점을 매긴 18개의 홈런과 함께 .251 점을 타구하였으나 양키스는 40년의 세월에 자신들의 최저 등급인 6위로 떨어졌다.  1966년 영키스는 시즌으로 들어가는 2주에 킨을 해고시켰고, 후크가 감독으로 복귀하였다.  하지만 후크의 두번째 감독 재직은 그의 첫번째보다 더욱 적게 성공적이었다.  그들의 재능과 제2군 리그 합동 운영제가 둘다 비워지면서 양키스는 1912년 이래 그렇게 된 이래 죽음의 마지막 등급에 왔다.  그가 14개의 홈런과 함께 .240 점을 타구한 시즌 후에 총지배인으로서 후크를 대체한 리 맥페일은 그해 "올해의 마이너 리그 선수" 빌 로빈슨을 위하여 보이어를 애틀랜타 브레이브스로 이적시켰다.
1964년 오프 시즌 동안 보이어는 《To Tell the Truth》에 협참꾼으로 나왔다.

## 양키스 이후의 세월
1967년 보이어는 자신의 최고 공격 시즌을 가졌다.  타자 친화적인 애틀랜타-풀턴 카운티 스타디움에서 활약한 그는 행크 에런, 조 토리, 펠리페   알루과 맥 존스 같은 선수들을 나타낸 정렬에서 홈런 (26)과 타점 (96)에서 경력 사상 기록을 설립하였으며, 보이어는 에런의 뒤에 타격 정리를 하였다.  그는 또한 글러브의 자신의 우월을 지속하여 1967년과 1969년 둘다 수비에서 내셔널 리그 3루수를 이끌었다.  말년에 그는 결국 자신의 양키스 세월에 자신의 자취를 감춘 골드 글러브 상을 수상하였으며 그의 형 켄은 5번이나 수상하면서 보이어 형제는 골드 글러브 상을 수상하는 데 첫 형제가 되었다.  그해 8월 31일 클리트는 유명하게 가슴이 풍만한 "산적 키스" 모거나에게 희생물이 되었다.  그것에 앞서 그는 1 루 17 타의 폭락에 빠져 그 매우 타수에서 보이어는 1루타와 함께 히트를 쳐 주자를 몰아냈다.  그는 경기에서 2개의 더 안타를 얻었고, 그러고나서 자신의 다음 15개의 타수에서 8개를 더 얻었다.  1969년 시즌에 브레이브스는 밀워키 브레이브스로서 1958년 월드 시리즈에서 양키스에게 패한 이래 자신들의 첫 포스트 시즌 정박 위치를 위하여 내셔널 리그 서부 디비전을 우승하였다.  하지만 팀은 결국적 월드 시리즈 챔피언 뉴욕 메츠에게 플레이오프에서 패하였다.
총지배인 폴 리처즈와 감독 럼 해리스와 잘못된 관리에 대한 격렬한 불화가 있던 후, 1971년 5월 28일 브레이브스에 의하여 면제되었을 때까지 보이어는 3루에서 지속적으로 활력을 보였다.  보이어는 팀이 선수들에게 적절한 기초를 가르치지 않은 것을 불평하였다.  리처즈는 보이어가 분쟁의 야기자였던 것을 대항하였다.
보이어는 메이저 리그를 떠나 일본에서 표면화되었으며 1972년부터 1975년까지 다이요 웨일스를 위하여 프로적으로 활약하였다.  일본에서 활약한 동안 보이어의 동거인은 오 사다하루였다.  1975년 시즌에 이어 은퇴한 후, 그는 1976년 웨일스를 위하여 방어 코치였다.  그후에 보이어는 양키스와 오클랜드 애슬레틱스와 함께 3루 코치로서 메이저 리그로 돌아와 대부분 전 동료 선수 빌리 마틴이 감독으로서 함께 일하였다.

## 유산
보이어의 동료 선수들은 그의 방어력을 인정하였다.  리처드슨은 "내가 클리트에 관하여 생각할 때 난 야구에서 뛰어난 방어적인 3루수에 관하여 생각한다."며 "난 브룩스 로빈슨이 전체의 골드 글러브 상을 얻었고, 그는 명예의 전당의 가치있는 모든 것이나 클리트는 경기를 활약한 누구던지 만큼 좋았다."고 말하였다.  리처드슨과 보이어는 자신들의 경력이 끝난 후 친구들로 남아있었다.  또한 보이어의 장기적 친구였던 쿠벡은 그가 그레이그 네틀스, 브룩스 로빈슨과 마이크 슈미트 만큼 3루수를 좋게 맡았던 것을 생각하였다.
1986년 후에 챔피언 권투 선수가 된 클리터스 셀딘은 자신의 조부모들이 보이어와 가까운 친구들이었던 것으로서 클리트 보이어의 이름을 땄다.
2000년 보이어는 미국 야구 명예의 전당의 남부로 몇 마일 밖에 안되는 뉴욕주 쿠퍼스타운에서 "클리트 보이어스 햄버거 홀 오브 페임"으로 불린 레스토랑을 개업하였다.  그 레스토랑은 "요기스 스페셜 미트볼 서브", "미키 맨틀 치즈버그 딜럭스", "레디 베지 버거", "보비 리처드슨 치즈버거", "로저 매리스 햄버거 딜럭스"와 "화이티 포드 블루 치즈 버거" 같은 다양한 양키스의 불후 명성들의 이름을 딴 샌드위치와 햄버거들의 특색을 이룬다.  보이어는 손님들과 채팅하고 사진들과 다른 언행록을 우아하게 사인하는 것에 가끔 찾아질 수 있었다.

## 사망
2007년 6월 4일 보이어는 애틀랜타 지역의 병원에서 뇌출혈로 이어진 합병증으로 사망하였다.  전 카디널스 선수인 형 켄 보이어 (1964년 내셔널 리그 MVP)는 1982년 클리트보다 먼저 사망하였다.  보이어의 가족은 그의 화장된 유해를 뉴욕 양키스 납골 단지에 놓았다.